# Anthisnes
Anthisnes ist eine Gemeinde in der belgischen Provinz Lüttich. Sie besteht seit der Gebietsreform 1977 aus den Ortschaften Anthisnes, Hody, Villers-aux-Tours und Tavier.

## Sehenswürdigkeiten
- Im Ortskern von Anthisnes befindet sich das Château de l’Avouerie aus dem 17. Jahrhundert, in dem sich ein Museum für Bier befindet. Ebenfalls im Ort steht die Abtei Saint-Laurent (17. Jh.). Etwas weiter im Osten der Stadt steht das Château d'Ouhar. Nördlich der Stadt in dem Weiler Limont steht mit Ferme-Château de Limont ein befestigter Bauernhof.
- Im Ortsteil Tavier befinden sich der befestigte Bauernhof Ferme-Château de Tavier und das Schloss Xhos, beide aus dem 17. Jahrhundert.

## Weblinks

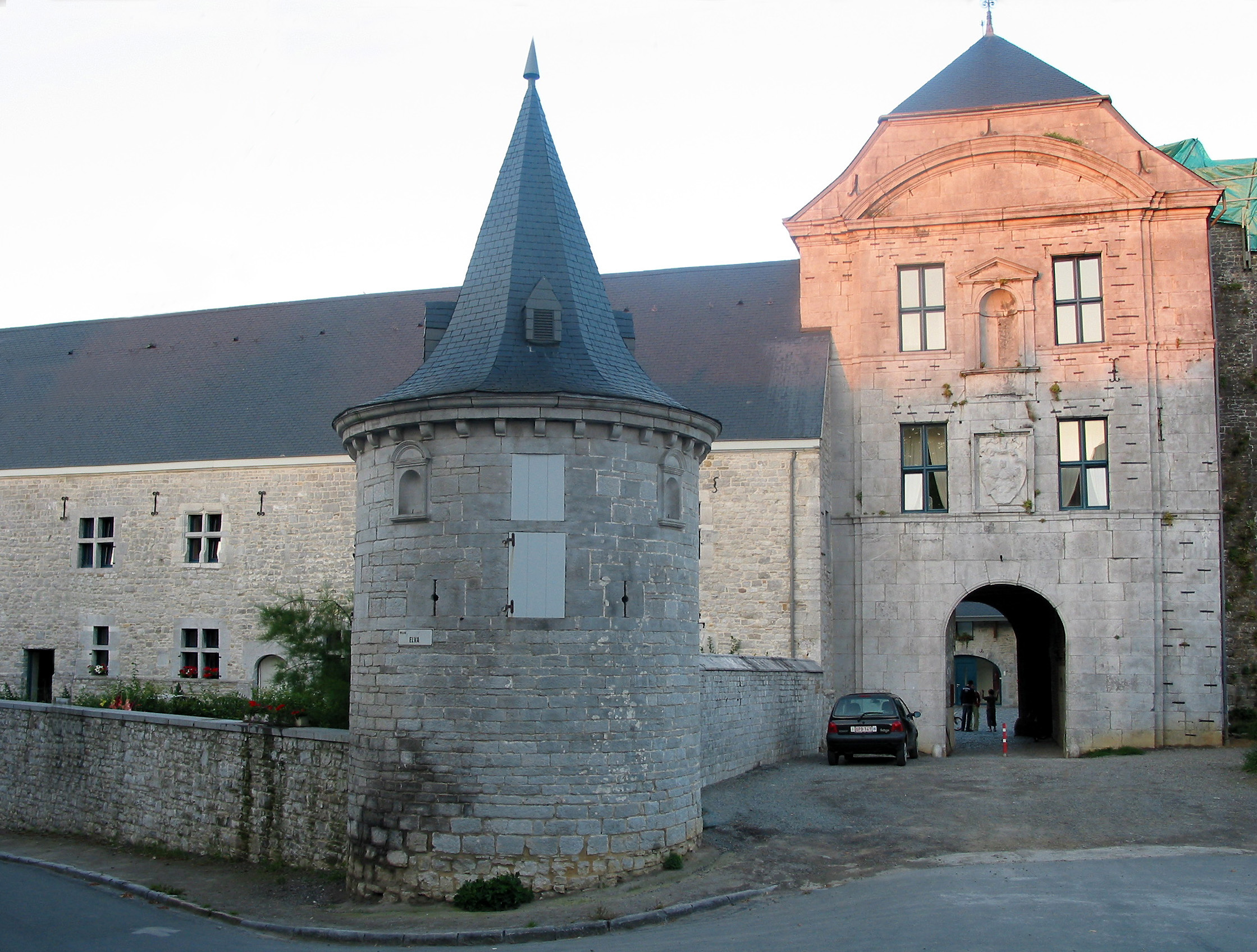
Abtei Saint-Laurent (17. Jh.)